# ويليام إتش باكستر
ويليام إتش باكستر (بالإنجليزية: William H. Baxter)‏ هو لغوي أمريكي، ولد في 3 مارس 1949 في نيويورك في الولايات المتحدة.